# Paul Brinegar
Pour les articles homonymes, voir Brinegar.
Paul Brinegar est un acteur américain, né le 19 décembre 1917 à Tucumcari, au Nouveau-Mexique, et décédé le 27 mars 1995 à Los Angeles, en Californie (États-Unis).

## Filmographie
- 1946 : Abilene Town d'Edwin L. Marin : Gambler
- 1948 : Larceny de George Sherman : Mechanic
- 1949 : Take One False Step (en) de Chester Erskine : Player
- 1949 : Sword in the Desert de George Sherman : British Soldier
- 1949 : La Belle Aventurière (The Gal Who Took the West) de Frederick De Cordova : Salesman
- 1950 : La Femme aux chimères (Young Man with a Horn) de Michael Curtiz : Stage manager
- 1950 : Le Petit Train du Far West (A Ticket to Tomahawk) de Richard Sale
- 1951 : Storm Warning de Stuart Heisler : Cameraman #1
- 1951 : Journey Into Light de Stuart Heisler : Bum
- 1952 : Here Come the Nelsons de Frederick De Cordova : Thin Cop
- 1952 : La Ville captive (The Captive City) de Robert Wise : Police Sergeant
- 1952 : Mademoiselle Gagne-Tout (Pat and Mike) de George Cukor : Caddie
- 1952 : Cinq mariages à l'essai (We're Not Married!) d'Edmund Goulding : Spectator at Mrs. Mississippi contest
- 1953 : It Happens Every Thursday (en) de Joseph Pevney : M. Sweetzer, Hotel Clerk
- 1953 : Fast Company de John Sturges : Poker Player
- 1953 : Captain Scarface (en) de Paul Guilfoyle : Clegg, saboteur
- 1953 : Mon grand (So Big) de Robert Wise : Farmer
- 1954 : Le Fantôme de la rue Morgue (Phantom of the Rue Morgue) de Roy Del Ruth : Angry accuser in street
- 1954 : The Rocket Man (en) d'Oscar Rudolph : Dave Harris, recorder of deeds
- 1954 : Seul contre tous (it) (Rails Into Laramie) de Jesse Hibbs : Bandleader
- 1954 : Désirs humains (Human Desire) de Fritz Lang : Brakeman
- 1954 : Vengeance à l'aube (Dawn at Socorro) de George Sherman : Desk Clerk
- 1954 : Sur la trace du crime (Rogue Cop) de Roy Rowland : Arcade clerk
- 1954 : Une étoile est née (A Star Is Born) de George Cukor : Man at funeral
- 1954 : Four Guns to the Border (en) de Richard Carlson : The Barber
- 1955 : La Peur au ventre (I Died a Thousand Times) de Stuart Heisler : Bus Driver
- 1956 : Inside Detroit (en) de Fred F. Sears : Irate Worker
- 1956 : La Rançon d'Alex Segal : Bank Clerk
- 1956 : World Without End (en) d'Edward Bernds : Vida
- 1956 : Flight to Hong Kong (it) de Joseph M. Newman : Castairs
- 1957 : L'Odyssée de Charles Lindbergh (The Spirit of St. Louis) de Billy Wilder : Okie
- 1957 : The Vampire (en) de Paul Landres : Willy Warner
- 1957 : Hell on Devil's Island de Christian Nyby : Arneaux
- 1957 : Le Shérif de fer (The Iron Sheriff) de Sidney Salkow
- 1957 : Tragique odyssée de Charles Marquis Warren (Copper Sky) : Charlie Martin
- 1958 : Cattle Empire (en) de Charles Marquis Warren : Tom Jefferson Jeffrey
- 1958 : How to Make a Monster d'Herbert L. Strock : Rivero
- 1966 : Country Boy de Joseph Kane : M. Byrd
- 1967 : El Magnifico extranjero de Jus Addiss : Wishbone
- 1969 : Charro (Charro !) de Charles Marquis Warren : Opie Keetch (barber)
- 1968 : Ranch L (Lancer) (série TV) : Jelly Hoskins (1969-1970)
- 1973 : L'Homme des hautes plaines (High Plains Drifter) de Clint Eastwood : Lutie Naylor
- 1975 : I Wonder Who's Killing Her Now (en) de Steven Hilliard Stern : Looney Pickup Driver
- 1976 : La Petite Maison dans la prairie (The House on the Prairie) (Série TV) saison 3, épisode 10 (Les chasseurs (The Hunters) ) : Glover
- 1977 : The Golden Dog (TV) : Jock
- 1978 : Crisis in Sun Valley (TV) : Poole
- 1979 : Shérif, fais-moi peur (série TV) : "Casino clandestin" (Saison 1 - Episode 12) : Dewey Stovall
- 1982 : The Wild Women of Chastity Gulch (en) (TV) : Bodie
- 1982 : Matt Houston (série TV) : Lamar Pettybone (1982-1983)
- 1983 : The Creature Wasn't Nice de Bruce Kimmel (en) : Clint Eastwood / Dirty Harry
- 1984 : Le Train de Chattanooga (Chattanooga Choo Choo) de Bruce Bilson : Pee Wee
- 1986 : Annihilator, le destructeur (TV) : Pops
- 1982 : Capitol (série TV) : Caleb (1986)
- 1991 : Chienne de vie (Life Stinks) de Mel Brooks : Old Bellboy
- 1991 : The Gambler Returns: The Luck of the Draw (TV) : Cookie
- 1994 : Maverick de Richard Donner : Stage Driver
- 1994 : Wyatt Earp: Return to Tombstone (en) de Paul Landres et Frank McDonald : Jim 'Dog' Kelly